# Simone Martini (traghetto)
Il Simone Martini è un traghetto di proprietà della compagnia di navigazione italiana Siremar.

## Caratteristiche
Nonostante le numerose somiglianze, il Martini, insieme al gemello Giovanni Bellini, presenta alcune differenze con le navi della classe Sibilla, costruite tra il 1979 e il 1981: si differenzia in particolare per le ciminiere più alte, i due alberi sul ponte superiore e i due finestroni di poppa più piccoli.
Il traghetto dispone di servizi essenziali in virtù dei servizi locali coperti: bar, ristorante, sala TV e solarium sul ponte esterno. Gli ambienti interni sono inoltre dotati di impianto di aria condizionata. La capacità di trasporto è pari a 797 passeggeri e 70 automobili.
La propulsione è affidata ad una coppia di motori GMT 4S da 12 cilindri in grado di erogare una potenza complessiva di 3.706 kW; la velocità massima raggiungibile è pari a 17 nodi.
Da Giugno 2016 a Gennaio 2018, presso i cantieri navali dello stretto di Messina, vengono effettuati importanti lavori di manutenzione e successivamente cambio livrea.

## Servizio
Varato il 29 settembre 1984 nei Nuovi Cantieri Apuania di Marina di Carrara con il nome di Simone Martini e consegnato nell'aprile del 1985 alla Siremar, prende servizio il 18 aprile nei collegamenti tra Porto Empedocle e Lampedusa. Poco dopo, viene trasferito nei collegamenti da Trapani alle Isole Egadi, dove opera tutt'oggi.

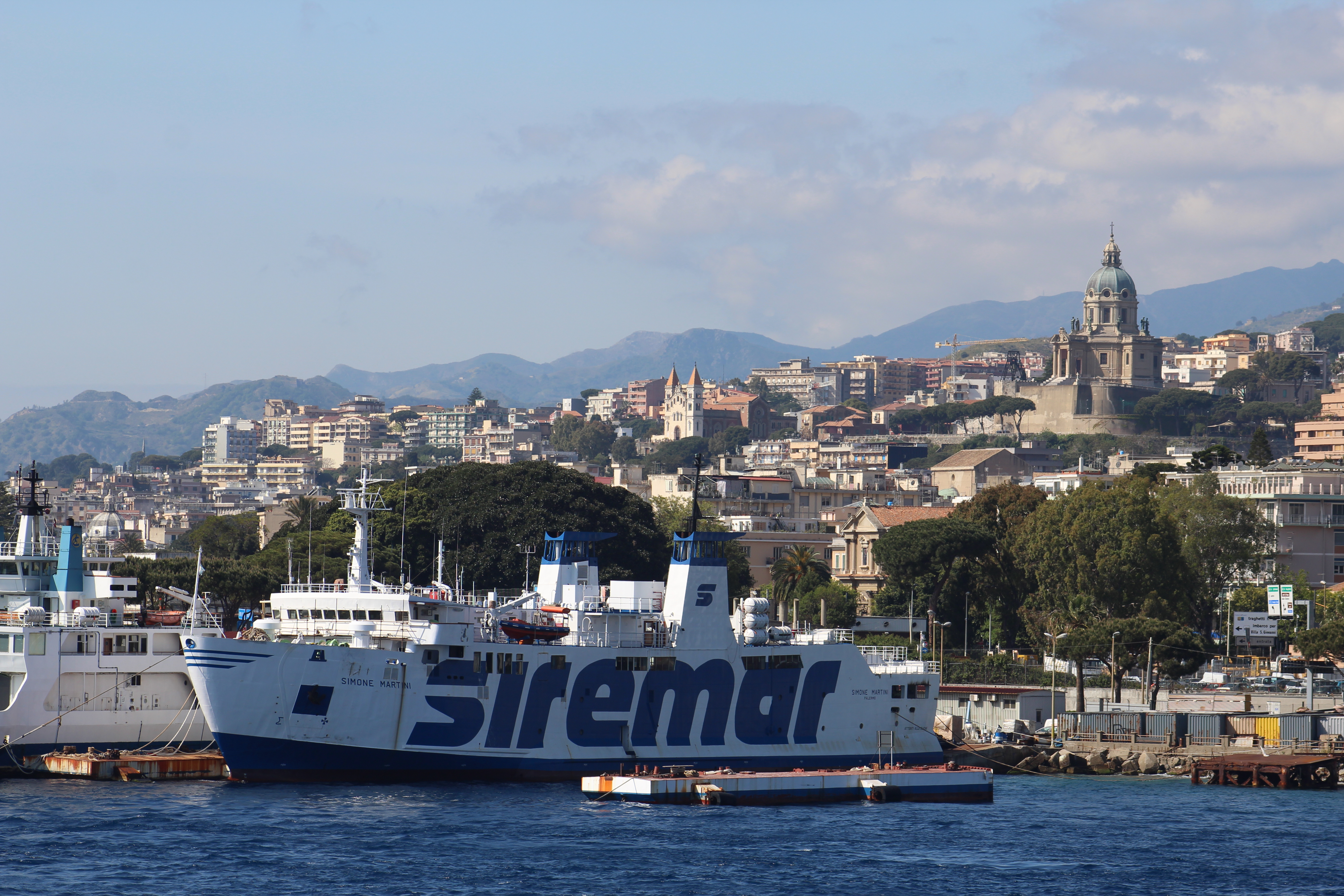
Il Simone Martini ormeggiato ai cantieri di Messina nel 2016.

Negli anni successivi viene saltuariamente impiegato anche nei collegamenti tra Milazzo e le Isole Eolie ed in alcune occasioni, anche sulla Palermo-Ustica.

## Incidenti
Il 26 maggio 2016, durante le operazioni di ormeggio presso il porto di Trapani, si è verificata la rottura di un cavo che ha colpito alla testa un ormeggiatore, subito svenuto per il colpo subito e successivamente trasferito presso l'ospedale Sant'Antonio Abate della città siciliana.

## Navi gemelle
- Giovanni Bellini